# Gare de La Corogne
La gare de La Corogne (en galicien et selon l'Adif : A Coruña), également appelée La Corogne-San Cristóbal, est la principale gare ferroviaire de la ville espagnole de La Corogne, dans la communauté autonome de Galice. La gare est située sur l'Avenida Ferrocarril, à proximité de l'intersection avec la Ronda de Outeiro, relativement éloignée du centre-ville à laquelle elle est reliée par bus.
La gare est construite à l'origine pour accueillir les services ferroviaires de la ligne Zamora-La Corogne, dont les travaux durent plusieurs décennies. Achevées en 1935, les installations n'entrent en service qu'en 1943. De style néo-roman, la gare est conçue par l'ingénieur Antonio Gascué Echeverría et bénéficie d'une architecture particulière en Espagne, n'ayant des similitudes qu'avec la gare centrale d'Helsinki, construite par Eliel Saarinen. La gare est un terminus et dispose de nombreux services longue et moyenne distance.
La Corogne possède une autre gare, dédiée exclusivement au trafic de marchandises, appelée La Corogne-San Diego.

## Situation ferroviaire
La gare, située à 28,102 mètres d'altitude, fait partie du tracé des lignes ferroviaires suivantes :
- Ligne ferroviaire à écartement ibérique León-La Corogne, point kilométrique 550,6.
- Ligne ferroviaire à écartement ibérique Zamora-La Corogne, point kilométrique 453,0[1].

Les deux axes ferroviaires qui relient la Galice à la Meseta se terminent à La Corogne.

## Histoire

### De 1875 à l'édification de la gare
Le chemin de fer arrive à La Corogne le 10 octobre 1875 avec l'ouverture du tronçon La Corogne-Lugo de la ligne ferroviaire devant relier Palencia à La Corogne,. Bien que les travaux soient commencés par la Compañía del Ferrocarril del Noroeste, la  Compañía de Caminos de Hierro de Asturias, Galicia y León (AGL) est chargée de les terminer. Cette dernière société est créée pour poursuivre les travaux entamés par la défunte compagnie du Noroeste et pour gérer ses lignes avant sa faillite à la fin des années 1870. Cependant, la situation financière de cette dernière est également rapidement devenue délicate, et elle est absorbée par la Compañía de los Caminos de Hierro del Norte de España en 1885. Cette même année marque l'ouverture d'un autre tronçon important entre Brañuelas et Ponferrada qui permet de relier La Corogne à Madrid grâce à la gare de Venta de Baños. Grâce à cela, la Norte décide de construire sa première gare en tant que telle dans La Corogne, les infrastructures étant initialement provisoires. Un bâtiment rectangulaire ayant deux étages et un aménagement latéral aux voies est ainsi érigé. Il est équipé d'un petit auvent protégeant partiellement la plate-forme latérale.

### Construction et fonctionnement
Au début du XXe siècle , le monopole ferroviaire de la Norte est menacé par la validation du plan Guadalhorce durant la dictature de Primo de Rivera. Ce plan vise à compléter le réseau ferroviaire existant avec de nouveaux itinéraires, ce qui inclut une ligne entrant en Galice par le sud, de Zamora à Orense, continuant via Saint-Jacques-de-Compostelle jusqu'à La Corogne.
En 1935, Antonio Gascué Echeverría termine les travaux de l'enceinte ferroviaire destinée à recevoir les trains de la nouvelle ligne. Pour distinguer les deux gares, il a été décidé d'appeler l'ancienne gare La Coruña-Término ou gare del Norte, et la nouvelle, située à seulement 400 mètres de la précédente, La Coruña-San Cristóbal. Le bâtiment est terminé avant l'installation des voies, ce qui s'explique par le déclenchement de la guerre civile et la complexité de certains tronçons. Le 14 avril 1943, avec désormais la RENFE comme exploitant exclusif du réseau espagnol depuis 1941, le tronçon reliant Saint-Jacques-de-Compostelle à La Corogne est terminé, permettant l'arrivée des premiers trains à San Cristóbal. La ligne Zamora-La Corogne est achevée en 1957. Avec cet ajout, la gare passe du statut de gare régionale à celui de réception de trains longue distance en provenance de Madrid, ce qui entraîne la décision de concentrer tout le trafic ferroviaire voyageurs dans une même enceinte. En raison de sa modernité, son meilleur équipement et ses grandes dimensions, San Cristóbal s'impose face à La Coruña-Término qui est détruite par un incendie en 1964.
Entre 1989 et 1991, RENFE réalise des travaux de rénovation de la gare de La Corogne-San Cristóbal. Dans les années 2000, l'avenir de la gare fait l'objet de différentes études basées principalement sur les orientations de l'urbaniste Joan Busquets qui propose de regrouper sur le même site les gares de train, bus, taxi et tramway, envisageant des possibilités d'inclure des logements voire un parc botanique. De toutes les options présentées au concours pour la nouvelle gare intermodale, sept sont présélectionnées. Elles sont présentées par Rafael Moneo, Richard Rogers, MVRDV, Toyō Itō, Juan Herreros, Cruz et Ortiz et César Portela. Le projet ce dernier est choisi à l'unanimité. Fin 2012, le gouvernement central demande aux lauréats du projet de présenter une nouvelle proposition afin d'en réduire le coût.

## Description du site

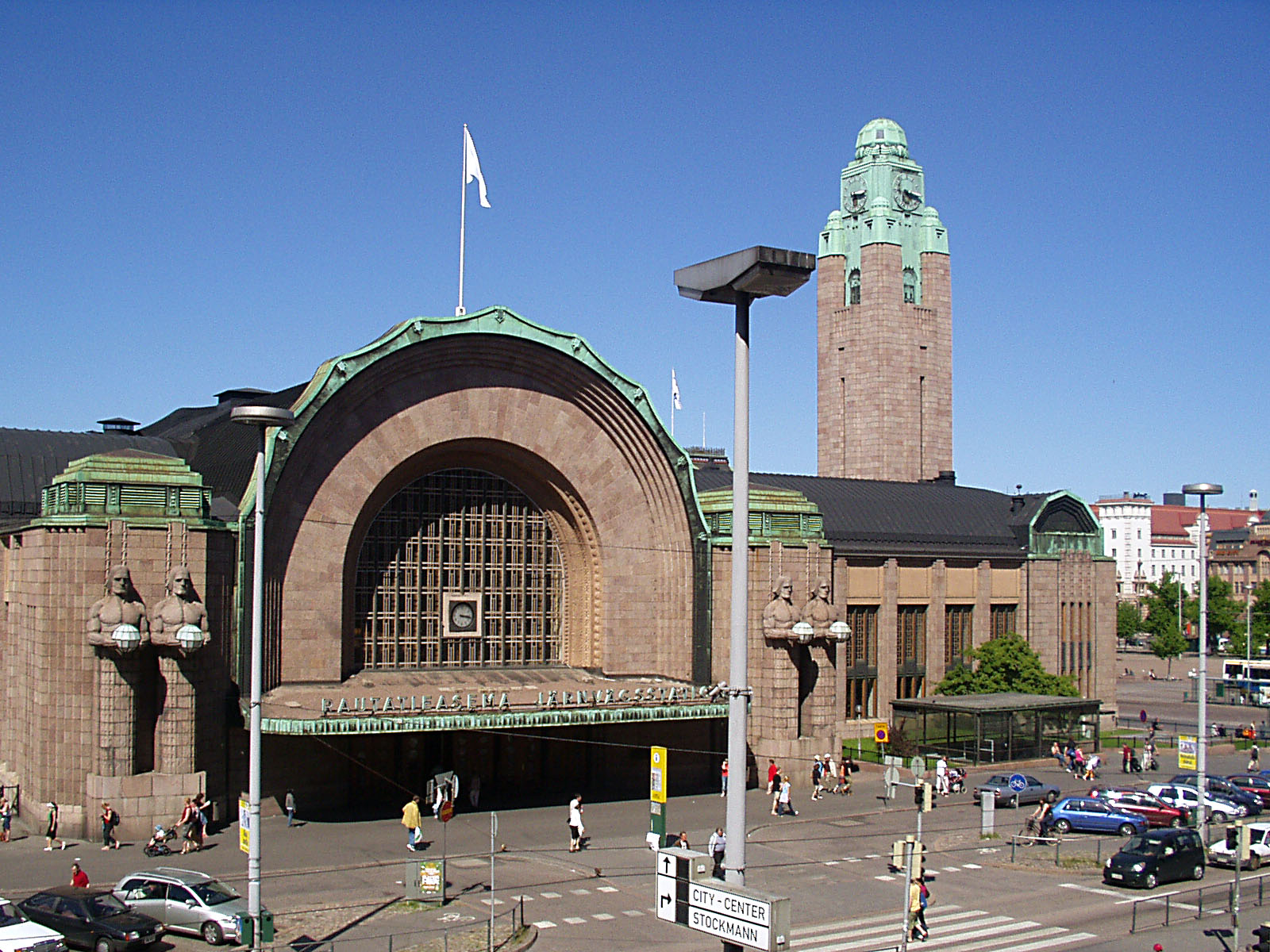
La gare centrale d'Helsinki, dont s'inspire l'architecture de la gare de La Corogne.

La gare est située sur l'Avenida Ferrocarril, à côté de l'intersection avec la Ronda de Outeiro, au sud du centre-ville. Le bâtiment voyageurs est en forme de U, suivant un schéma courant dans les gares de terminus. Pour sa construction, la station utilise du granit, de l'acier et du verre. Le bâtiment a une apparence forte et austère due à la fois aux matériaux utilisés et à la prédominance des lignes verticales. La symétrie de la construction est brisée par l'existence d'une seule tour d'horloge qui, de par son apparence, aboutit au rationalisme de l'ensemble. L'architecture du bâtiment rappelle la gare centrale d'Helsinki construite par Eliel Saarinen.
L'entrepôt qui abrite le faisceau de voies fait 100 mètres de long. Ses 33 mètres de large servent à placer quatre plates-formes, deux latérales et deux centrales auxquelles accèdent six voies. L'ensemble est recouvert d'une charpente métallique à grandes portées, avec 11 arcs en voussoir sur appuis en fonte rivetés . À l'extérieur de la grande verrière, les plates-formes bénéficient d'une protection supplémentaire qui s'étend sur 160 mètres supplémentaires.
La gare dispose d'un grand hall d'accueil, d'une salle d'attente, de points d'information, d'une billetterie, d'un commissariat, d'une cafétéria, d'une librairie, de plusieurs commerces, de toilettes, de services adaptés aux personnes à mobilité réduite, de location de voitures et plusieurs parkings extérieurs.

## Services ferroviaires

### AVE
En 2003, à la suite du Naufrage du pétrolier Prestige, le gouvernement dirigé par José María Aznar prend l'engagement de relier La Corogne à Madrid en train en moins de trois heures en AVE. À la date de juillet 2022, le projet a subi de multiples retards. La ligne est en service jusque Orense où un changement de train est nécessaire pour atteindre La Corogne, pour un temps total de trajet de 3h50. Une fois le train permettant d'atteindre La Corogne en AVE mis en service, le temps de trajet entre Madrid et La Corogne est estimé entre 3h15 et 3h30.

### Grande vitesse à courte distance
Le 10 décembre 2011, le tronçon à grande vitesse entre Orense et La Corogne est mis en service. Le service Avant dessert le long de ce tronçon les gares d'Orense, de Saint-Jacques-de-Compostelle et de La Corogne.

### Longue distance
Les liaisons diurnes sont réalisées grâce aux trains Alvia qui relient la ville à Madrid, la Castille-et-León, le Pays basque, la Navarre, l'Aragon et la Catalogne.

### Media Distancia
En raison de sa situation géographique, le site dispose de nombreuses liaisons avec Ferrol, Saint-Jacques-de-Compostelle, Pontevedra, Vigo, Orense et Lugo. Il n'y a pas de connexions Media Distancia directes avec la Castille-et-León.